# Партикуляція
Партикуляція (від лат. particula — частка) — перехід інших частин мови в частку, тобто набуття функцій та категоріального значення частки (додаткова семантика).
Партикулюються:
- займенники: що, який, скільки, собі. Н-д: Ну що, здавалося б, слова?
- прислівники: вже, там, просто, рівно. Н-д: Це просто припущення, а не твердження.
- сполучники: і, й. Н-д: Ліс і взимку чудовий!